# Eduardo Casey
Eduardo Casey (Lobos, Provincia de Buenos Aires, Argentina, 20 de abril de 1847 — Buenos Aires, Argentina, 1906) fue un destacado estanciero y hombre de negocios argentino que fundó las ciudades  de Venado Tuerto y Coronel Suárez y participó con Clément Cabanettes en la fundación de la ciudad de Pigüé. Gran parte de sus inversiones las pudo realizar gracias a las compras del señor Joseph Drysdale y los señores Duggan y Nelson.
Casey nació el 20 de abril de 1847 en la "Estancia del Durazno", en Lobos, Provincia de Buenos Aires. Es hijo de Lawrence Casey y Mary O'Neill. Lawrence Casey se enriqueció considerablemente como inversor y años más tarde, en 1870, su hijo Eduardo ya alcanzaba también, una considerable fortuna en negocios agropecuarios.
Integró el directorio de Ferrocarril Oeste y fue el director del Banco de la Provincia de Buenos Aires. 
Hizo un gran movimiento inmobiliario y financiero al comprar de 72 leguas de campo del Venado Tuerto, tierras recientemente quitadas en aquel entonces a los indígenas. La operación se consideró como la más importante realizada en el país hasta entonces. 
En 1881, compró tierras en Curamalal (Cura Malal) y después de dos años las 100 leguas adquiridas, ya albergaban 40.000 vacunos, 50.000 ovejas y 10.000 caballos. Pero en la crisis de 1890 todos sus negocios se vinieron en caída libre. La Casa Baring había prestado mucho dinero a Casey para realizar sus actividades inmobiliarias y fue ésta quien se quedó con gran parte de sus tierras, especialmente la estancia Curumalan. Después de esto, Baring también quebró.
Al pagar con todos sus bienes, Casey quedó en la calle. Sin embargo no se dio por vencido y empezó a planificar un ferrocarril que sirviera al Mercado Central de Frutos. También la construcción de barrios de viviendas baratas para trasladar los conventillos de Barracas. 
Este ferrocarril desde el Mercado Central de Frutos hasta Carhué es el Ferrocarril Midland. Consiguió la concesión provincial, pero no así a los inversores. Después de esta seguidilla de fracasos Casey llegó hasta un paso a nivel de Barracas y una locomotora del Ferrocarril del Sud que se encontraba haciendo maniobras puso fin a su vida. Todos los datos apuntan a que fue un suicidio.[cita requerida]